# Histanocerus abnormis
Histanocerus abnormis is een keversoort uit de familie Pterogeniidae. De wetenschappelijke naam van de soort is voor het eerst geldig gepubliceerd in 1925 door Gebien.